# Ella Zirzow
Ella Zirzow (* 30. März 2002) ist eine deutsche Schauspielerin.

## Leben
Ella Zirzow ist eine Enkelin der Schauspielerin Walfriede Schmitt. 
Ihre erste Schauspielrolle hatte Zirzow im Jahr 2006 in der KI.KA-Reihe Krimi.de. Seit April 2008 (Folge 388) spielt Zirzow die Rolle der Lisa Schroth in der Serie In aller Freundschaft. Sie hatte zudem mehrere Gastauftritte in verschiedenen Fernsehserien.
Im Jahr 2020 absolvierte Zirzow ihr Abitur am Internatsgymnasium Schloss Torgelow.

## Filmografie
- 2006: Krimi.de (Fernsehserie, 1 Folge)
- 2007: Tatort: Die Falle (TV-Reihe)
- Seit 2008: In aller Freundschaft (Fernsehserie)
- 2009: Schloss Einstein (Fernsehserie, 1 Folge)
- 2010: Tatort: Die Unsichtbare (TV-Reihe)
- 2011: In aller Freundschaft: Was wirklich zählt (Spielfilm)
- 2012: SOKO Stuttgart (Fernsehserie, 1 Folge)
- 2012: Morden im Norden (Fernsehserie, 1 Folge)
- 2013: Der Bergdoktor (Fernsehserie, 1 Folge)
- 2013: In aller Freundschaft: Bis zur letzten Sekunde (Spielfilm)
- 2016: Höre die Stille
- 2018: In aller Freundschaft: Zwei Herzen (Spielfilm)
- 2019: SOKO Wismar (Fernsehserie, 1 Folge)